# 陳汝元 (萬曆舉人)
陳汝元（？年—？年），浙江山陰縣（今属浙江省绍兴市）人。明朝政治人物。

## 生平
萬曆二十五年（1597年）舉丁酉科順天鄉試。任陝西清澗縣知縣，有「三奇、十異」之政。陞直隸易州知州。延安府同知，駐延綏鎮。因母老，請歸終養。加運同銜。

## 著作
輯有《皇明浙士登科考》十卷。在延綏時，有《西京纪胜》。

### 引文
1. ↑  《山陰縣志·卷十》：陳汝元，順天中式。
2. ↑  《保定府志·卷八》：易州知州 陳汝元，浙江山陰人，舉人。
3. ↑  《山陰縣志·卷十四》：陳汝元，舉萬歴丁酉鄕薦。陝西清澗縣知縣，有三奇十異之政。陞延綏同知，以母老乞養歸。加銜運同。舊志
4. ↑  《千頃堂書目·卷九》：陳汝元，《皇明浙士登科考》十卷。一作蘭溪郭若偉著
5. ↑  《延綏鎮志·卷四》

### 書目
- 民國二十五年紹興縣修志委員會校刊鉛印本，清嘉慶《山陰縣志》30卷
- 明隆慶五年刻萬曆三十五年增修本，萬曆《保定府志》40卷
- 明萬曆三十五年刻本《延綏鎮志》8卷
- 民國二至六年烏程張氏刻適園叢書本，（明）黄虞稷撰，《千頃堂書目》32卷